# Список Внешних Гебридских островов

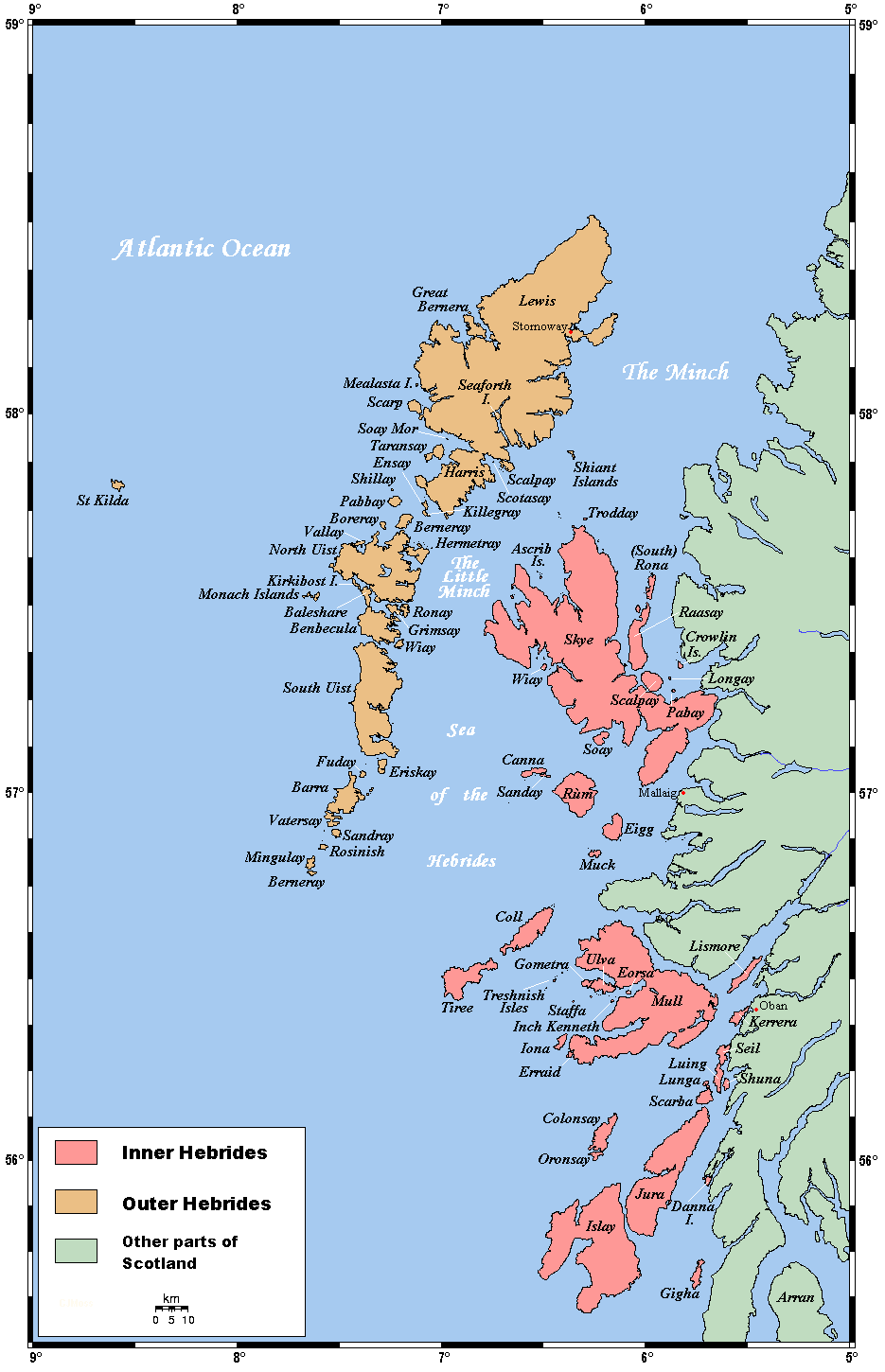
Гебридские острова. Внешние Гебриды отмечены оранжевым, они лежат к западу от Внутренних, которые находятся ближе к острову Великобритания

Внешние Гебридские острова — цепь островов, состоящая из более чем 100 островов (из них 15 обитаемых) и множества шхер, расположенная примерно в 70 км к западу от материковой части Шотландии. Этот архипелаг также известен как «Западные острова» (англ. Western Isles), а ранее также как Длинный остров (гэльск. An t-Eilean Fada)
Крупнейший остров Шотландии — Льюис-энд-Гаррис, он третий по размеру среди Британских островов после Великобритании и Ирландии. Он состоит из двух частей: Льюис на севере и Гаррис на юге; их соединяет перемычка, однако часто их называют отдельными островами. Крупнейшее поселение на этом острове и на всех Внешних Гебридских островах — Сторновей.
На юге от Гаррисова пролива лежат Северный и Южный Уисты и Бенбекьюла, между которыми в 1940—1960-х годах были созданы насыпи с автодорогами для упрощения транспортировки. Южнее находится остров Барра и группа одноимённых островов, самый южный из которых именуется Барра-Хед. Несколько островов Шотландии не входит в состав архипелага, но тесно связаны с ними культурно: таковы покинутые острова Сент-Килда; Сулискер и Рона к северу; удалённый Роколл, расположенный в 367 км к западу от Норт-Уиста.
Внешние Гебридские острова отделены от Внутренних проливом Норт-Минч на севере и Гебридским морем на юге. Внешними Гебридами управляет Comhairle nan Eilean Siar; по состоянию на 2011 год там насчитывалось 27 684 человека. На этих островах многие века сильны позиции гэльского языка. Несмотря на то, что он сдаёт позиции, в 2011 году перепись выявила, что больше половины (52,3 %) населения Внешних Гебрид владеет гэотским. Экономически данный регион ориентирован на туризм, жители владеют небольшими усадьбами, занимаются ловлей рыбы и ткачеством, в том числе изготовлением твида «Харрис». Острова архипелага обдувают сильные ветра и омывают приливные волны, поэтому там установлено множество маяков, помогающих навигации.
В данной статье под островами понимается «суша, обычно окружённая водой, но не обязательно всегда во время малой воды, за исключением соединяющих острова насыпей».

## Обитаемые острова

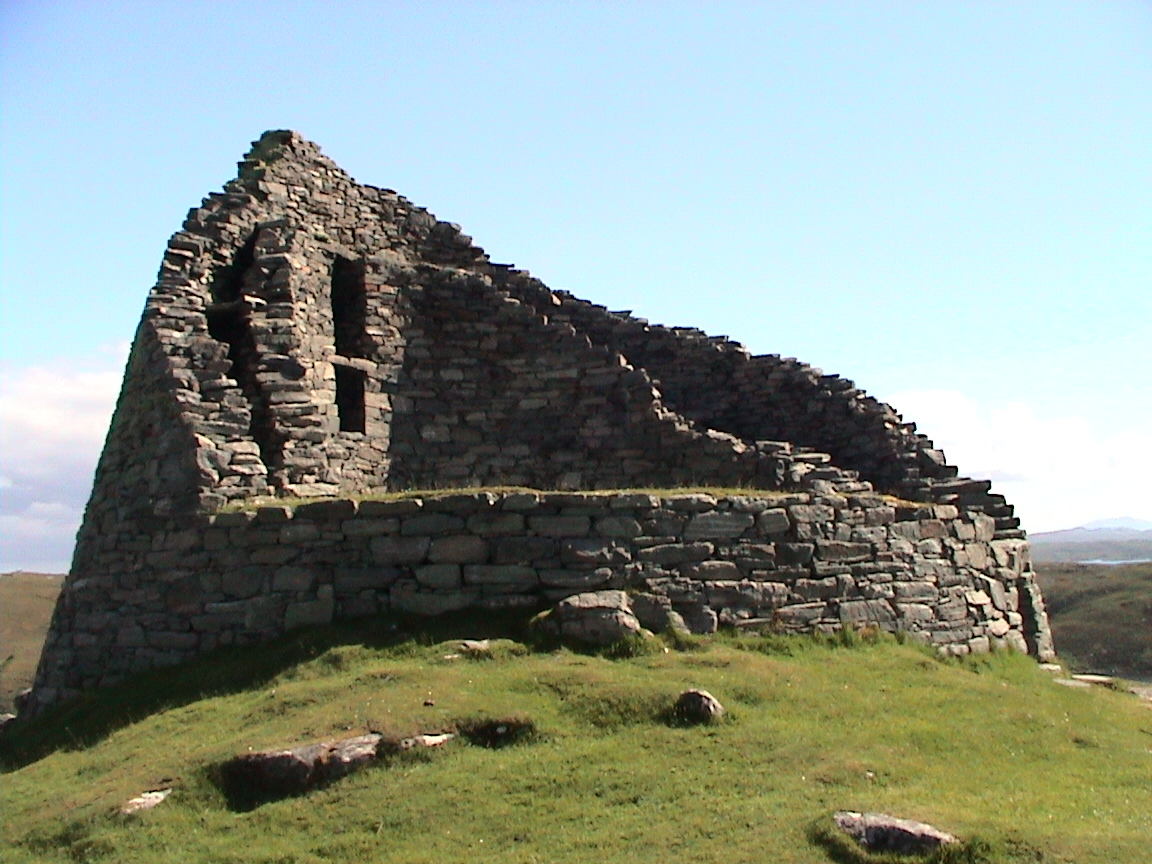
Руины броха (крепости) Дан-Карлоуэй железного века

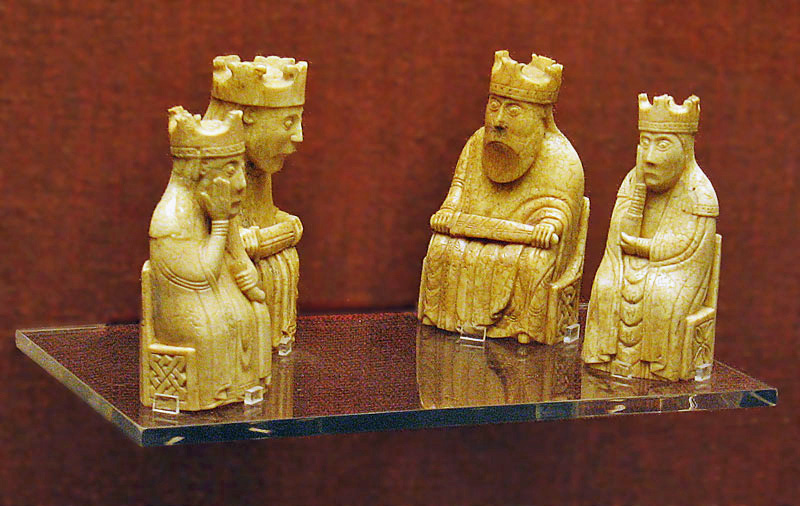
Два короля и две королевы, шахматы с острова Льюис

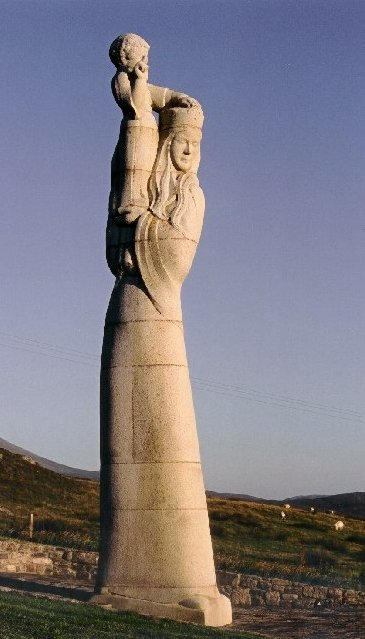
«Мадонна островов», Южный Уист

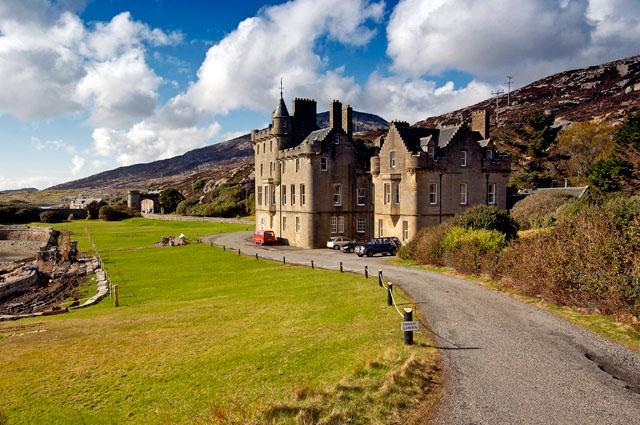
Замок АуиньсуиэAbhainn Suidhe, Гаррис

Общая численность населения, проживающего на обитаемых Внешних Гебридах, в 2011 году составило 27 684 человек.
Названия высочайших вершин островов заимствованы из шотландского гэльского и древнескандинавского языка, так как обе эти культуры исторически играли в архипелаге важную роль. Археологических находок времён викингов (Средние века), однако, почти нет; единственное исключение — шахматы с острова Льюис.
Все обитаемые острова соединены как минимум с одним соседним обитаемым островом. Бенбекьюлу, северный Гримсей, Северный и Южный Уист соединяют насыпи Норт-Форд (англ. North Ford, гэльск. Oitir Mhòr), Саут-Форд (англ. South Ford). Бернера и Скалпей соединены мостами к Льюису и Харрису, соответственно; Балешэр и Бернерей соединены с Северным Уистом, Эрискей — с южным, Флодей, Фрух-Илан и южный Гримсей — с Бенбекьюлой, а Ватерсей — с Баррой.
| Название острова                                                           | Группа             | Площадь, га | Население | Высочайшая точка                                       | Высота (м) |
| -------------------------------------------------------------------------- | ------------------ | ----------- | --------- | ------------------------------------------------------ | ---------- |
| Балешэр (англ. Baleshare, гэльск. Am Baile Sear)                           | Уисты и Бенбекьюла | 910         | 58        |                                                        | 12         |
| Барра (англ. Barra, гэльск. Barraigh)                                      | Барра              | 5875        | 1174      | Хевел (холм)                                           | 383        |
| Бенбекьюла (англ. Benbecula, гэльск. Beinn nam Fadhla)                     | Уисты и Бенбекьюла | 8203        | 1303      | Руавал (англ. Ruaval)                                  | 124        |
| Бернерей (англ. Berneray, гэльск. Beàrnaraigh)                             | Уисты и Бенбекьюла | 1010        | 138       | Бень-Хлеве (гэльск. Beinn Shleibhe)                    | 93         |
| Эрискей (англ. Eriskay, гэльск. Èirisgeigh)                                | Уисты и Бенбекьюла | 703         | 143       | Бень-Скеэн (англ. Ben Scrien, гэльск. Beinn Sgrithean) | 185        |
| Флодей (англ. Flodda, гэльск. Flodaigh)                                    | Уисты и Бенбекьюла | 145         | 7         |                                                        | 20         |
| Фрух-Илан (англ. Fraoch-eilean, гэльск. Fraoch-eilean)                     | Уисты и Бенбекьюла | 55          | 0?        | Крокмор (гэльск. Cnoc Mor)                             | 11         |
| Бернера (англ. Great Bernera, гэльск. Beàrnaraigh Mòr)                     | Льюис (Лох-Рог)    | 2122        | 252       |                                                        | 87         |
| Гримсей (северный) (англ. Grimsay, гэльск. Griomasaigh)                    | Уисты и Бенбекьюла | 833         | 169       |                                                        | 22         |
| Гримсей (южный) (англ. Grimsay, гэльск. Griomasaigh)                       | Уисты и Бенбекьюла | 117         | 20        |                                                        | 20         |
| Льюис-энд-Гаррис (англ. Lewis and Harris, гэльск. Leòdhas agus na Hearadh) | Льюис-энд-Гаррис   | 217 898     | 21 031    | Клишем                                                 | 799        |
| Норт-Уист (англ. North Uist, гэльск. Uibhist a Tuath)                      | Уисты и Бенбекьюла | 30 305      | 1254      | Ивал (англ. Eaval, гэльск. Eabhal)                     | 347        |
| Скалпей (англ. Scalpay, гэльск. Sgalpaigh na Hearadh)                      | Гаррис             | 653         | 291       | Бень-Скоравек (гэльск. Beinn Scorabhaig)               | 104        |
| Саут-Уист (англ. South Uist, гэльск. Uibhist a Deas)                       | Уисты и Бенбекьюла | 32 026      | 1754      | Бень-Вор (гэльск. Beinn Mhòr)                          | 620        |
| Ватерсей (англ. Vatersay, гэльск. Bhatarsaigh)                             | Барра              | 960         | 90        | Хьешел-Мор (гэльск. Theiseabhal Mòr)                   | 190        |

Энсей, Кисимул и Илан-на-Киле указаны в реестрах как обитаемые, но на момент проведения переписей 2001 и/или 2011 года постоянного населения там не было.

## Комментарии
1. ↑  В Murray (1973) также указано, что «Западными островами» Внешние Гебриды называют с 1918 года, когда был создан парламентский округ На х-Э́ленан эн Иэр[англ.], что буквально означает «Западные острова». Также «Западными» называют все Гебридские острова. В том же источнике отмечено, что в книгах этот архипелаг иногда именуют Гнейсовыми островами.[1]
2. ↑  Встречаются и другие определения; к примеру Главное регистрационное управление Шотландии определяет остров иначе: «a mass of land surrounded by water, separate from the Scottish mainland», однако они отделяют острова, которые соединены насыпями. В Haswell-Smith (2004) используется более строгое определение: «an Island is a piece of land or group of pieces of land which is entirely surrounded by water at Lowest Astronomical Tide and to which there is no permanent means of dry access». По такому определению все острова, соединённые насыпями с большой землёй, являются её частью
3. ↑  Обитаемые острова можно разделить на те, что окружают Льюис и Гаррис, Уисты и Бенбекьюлу, и Барру.
4. ↑  Карты Ordnance Survey указывают высоту над уровнем моря высочайшей точки, однако иногда это не соответствует действительности[10]
5. ↑  Имеются фотографические свидетельства того, что остров обитаем: "Houses on Seana Bhaile" Geograph, известно также название основного поселения: Шенавале (Seana Bhaile). Однако ни перепись, ни Haswell-Smith (2004) не содержат упоминаний этого острова; по-видимому его население включено в состав Гримсея.
6. ↑  Имеется два обитаемых острова с названием Гримсей (Grimsay, Griomasaigh), соединённых с Бенбекьюлой насыпью: один на севере (57.495933, -7.250905), второй на юго-востоке (57.405714, -7.277968).